# Kościół św. Anny w Vižňovie
Kościół św. Anny w Vižňovie – zabytkowy kościół wybudowany miejscowości Vižňov, położonej w Czechach,  w kraju hradeckim, w Sudetach Środkowych; należy do broumovskiej grupy kościołów.

## Historia
Pierwotnie kościół zbudowany z drewna w XIV w. Obecna świątynia postawiona jest w latach 1724-1727 w stylu barokowym według projektu Kiliana Ignza Dientzenhofera na planie owalu, kryta dachem czterospadowym. Nad głównym wejściem znajduje się tablica z sentencją w j. łac. DEI GENITRICIS MATRI S. ANNÆ EREXIT OAB [Otmarus Abbas Braunensis] (Świętej Annie, matce rodzicielki boga wzniósł OAB) - Othmar [Zinke] Opat Broumovski. Rok 1727 oznacza wzniesienie świątyni. Wszystkie cenne elementy wystroju wnętrza złożono w depozycie w związku z kradzieżami. Zabytkowe jest również ogrodzenie cmentarza, który otacza kościół.

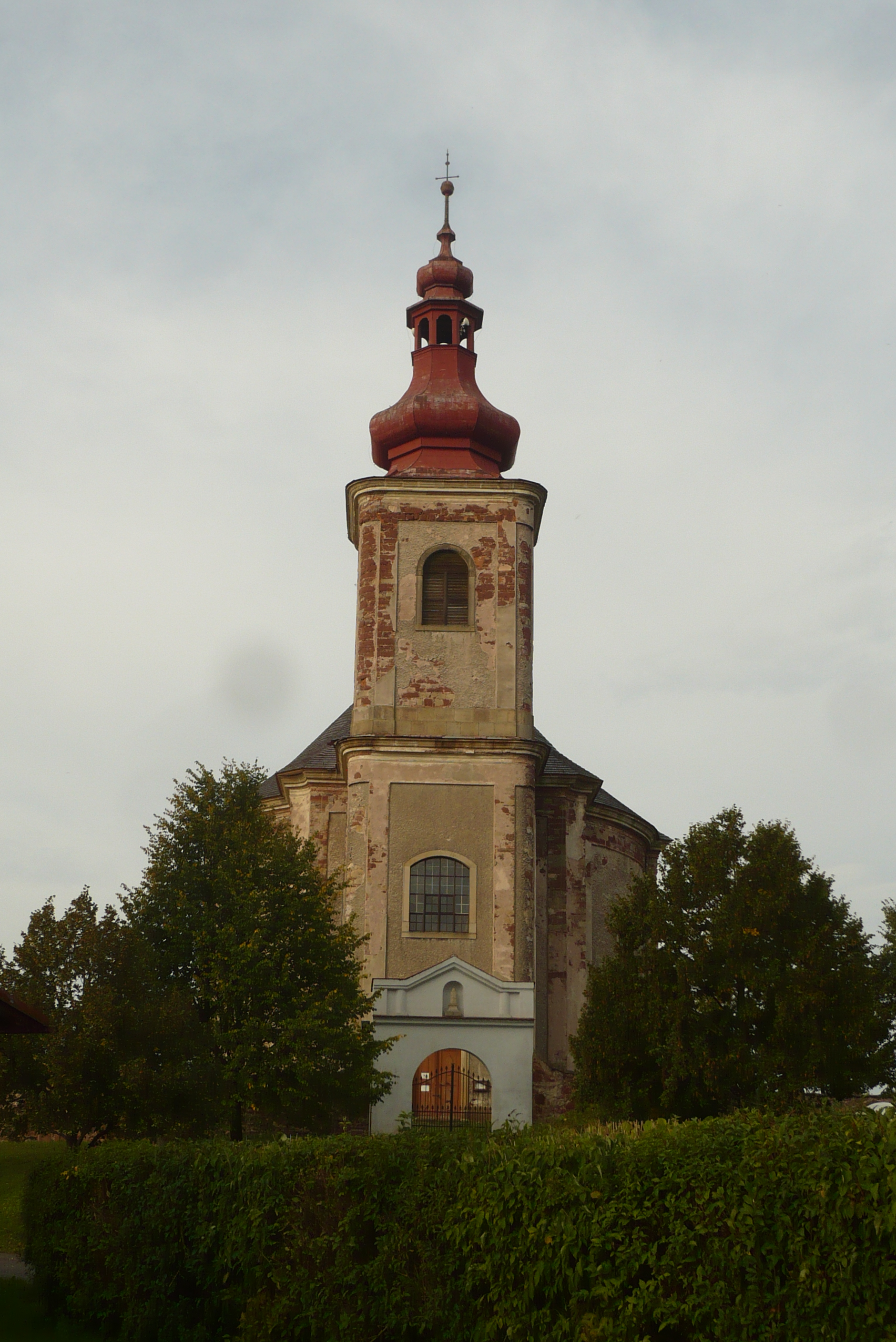
Front
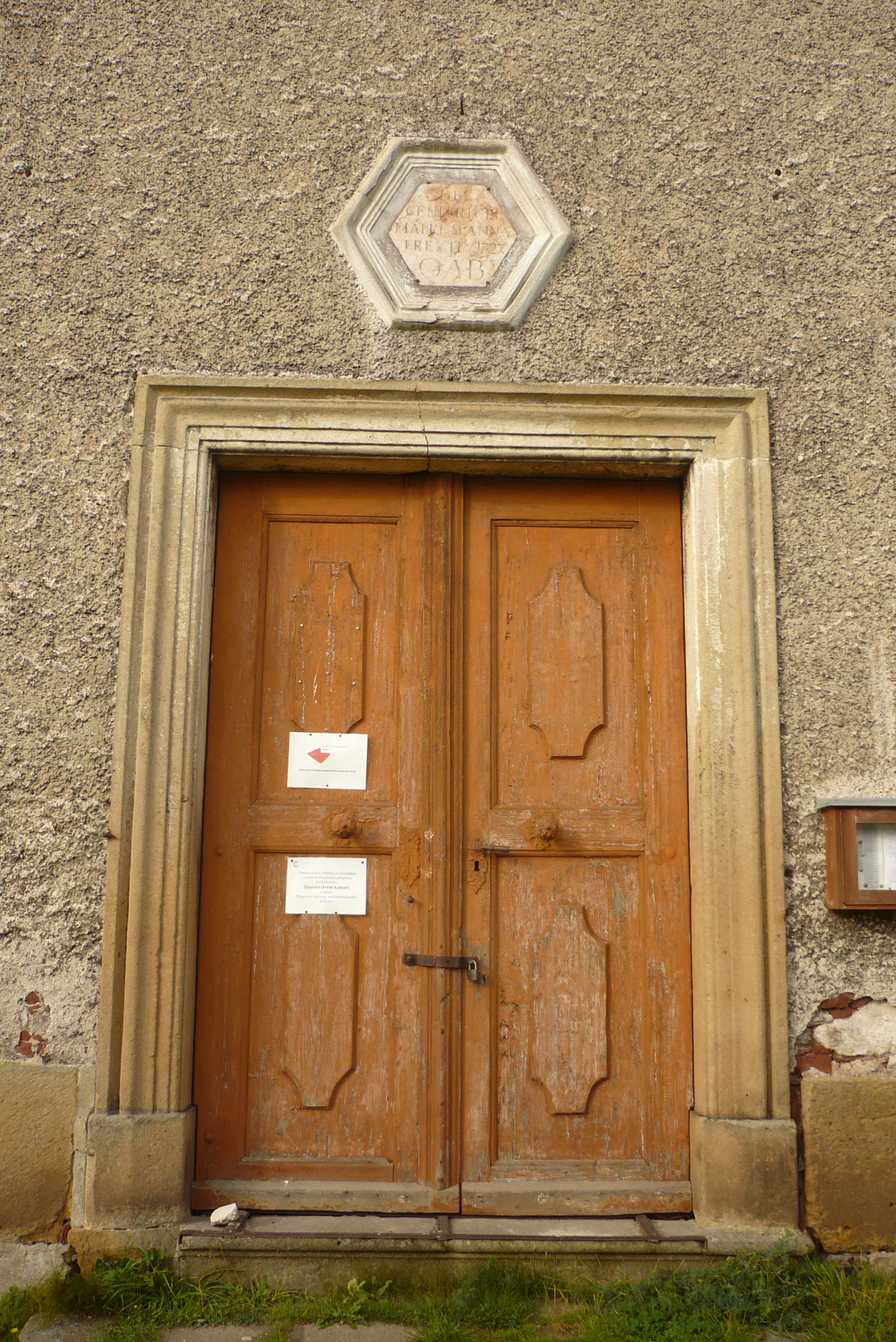
Wejście z tablicą
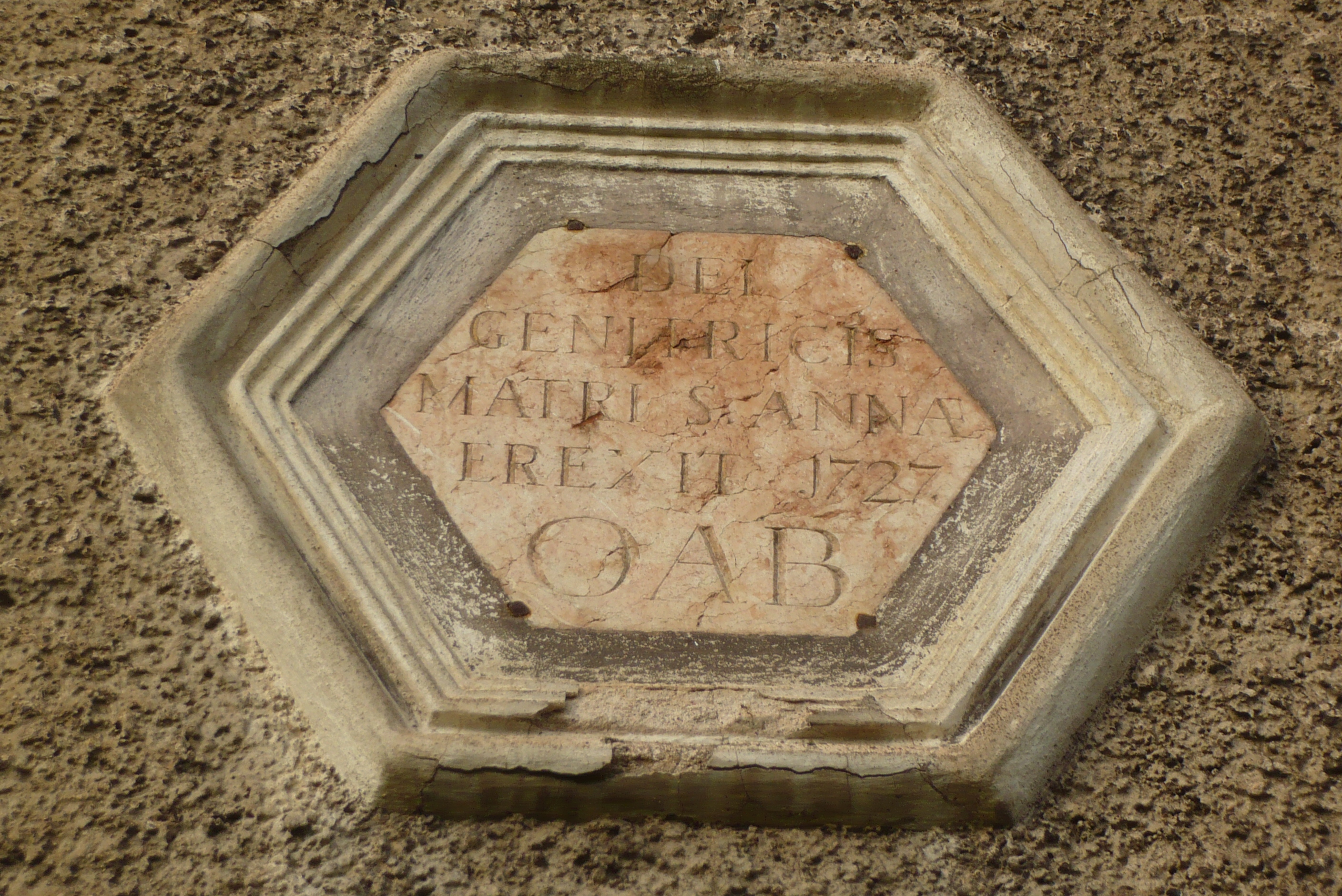
Tablica